# 前1540年代
| 千纪： | 前2千纪 |
| 世纪： | 前17世纪 \| 前16世纪 \| 前15世纪                                                                                     |
| 年代： | 前1570年代 \| 前1560年代 \| 前1550年代 \| 前1540年代 \| 前1530年代 \| 前1520年代 \| 前1510年代                       |
| 年份： | 前1549年 \| 前1548年 \| 前1547年 \| 前1546年 \| 前1545年 \| 前1544年 \| 前1543年 \| 前1542年 \| 前1541年 \| 前1540年 |

## 重要事件及趋势
- 根据古今本《竹书纪年》，此时大约为商朝小甲、雍己在位时
- 埃及第十八王朝時期

## 重要人物
- 雅赫摩斯一世去世，埃及第十八王朝第一任法老 (前1546年)